# Отпор!
„Отпор!“ (на сръбски: Отпор!) е младежко гражданско движение, просъществувало от 1998 до 2003 г. в Сърбия (по това време федерална част на СР Югославия), придържащи се към ненасилствена борба срещу режима на Слободан Милошевич като основа на тяхната борба.
В рамките на 2 години съпротива срещу режима на Милошевич „Отпор“ се разпростира в Сърбия привличайки повече от 70 000 сподвижници. Те изиграват ключова роля в свалянето на Милошевич на 5 октомври 2000 г.
„Отпор“ изиграва изключително важна роля на „куче пазач“ след революцията на 5 октомври 2000 г. Стартирайки кампания и държейки отговорно новото правителство, настоявайки за демократични реформи и борба с корупцията, както и за сътрудничество с Международния трибунал в Хага. През 2003 г. организацията се трансформира в политическа партия. На изборите обаче не успява да премине бариерата от 5% и да спечели места в парламента и скоро след това се слива с Демократическата Партия (DS).

## Възникване

### Първоначална дейност
„Отпор!“ се формира в Белград на 10 октомври 1998 г. в отговор на репресивни университетски и медийни закони, приети по-рано същата година от Сръбското правителство, оглавявано от лоялния към режима Мирко Марянович. Новосформираната организация се състои предимно от младежкото крило на Демократическата партия (DS), представители на различни НПО, които функционират в Сърбия, и студенти. Някои от тях са участвали преди това в демонстрациите против Милошевич, протестите в Сърбия 1996 – 1997 и протеста на 9 март 1991. Скоро малката група се превръща в мрежа от млади хора, споделящи еднакви ценности и познаващи се от предишни студентски протести или покрай белградската музикална сцена. Заедно с реалната политическа опозиция в Сърбия, групата взима решение да създаде широко политическо движение, вместо традиционно НПО или политическа партия. Разочарована от това, че опозиционните политически лидери често защитават своите собствени интереси и се борят помежду си, вместо с режима на Милошевич, групата също решава, че „ще има нелидерска съпротива.“ Отпор изгражда вижданията си за бъдещето в самото начало с „Декларация за бъдещето на Сърбия“. Декларацията става нейният основен документ, сочещ основните дейности, цели и методи на организацията. Декларацията е подписана и подкрепяна от всички важни студентски организации в Сърбия. Видни личности от различни сфери на живота събрани около Отпор! създават консултативен орган и неговите членове стават основните застъпници на Декларацията и основните идеи на Отпор!.
В началото, дейностите на Отпор се ограничава до Белградски университет. В усилията си да събере нова непартийна подкрепа, опитвайки се да избегне дискридитация от медиите, контролирани от властта, която ги представя като просто поредната опозиционна политическа група, Отпор! Се стреми да не афишира своите близки връзки с Демократическата Партия (DS) въпреки че двете организации споделят едни и същи идеи и имат общи членове. За символ на организацията те избират „Вдигнат юмрук“. Рисункта принадлежи на младия дизайнер Ненад „Дуда“ Петрович, първоначално правейки я за своя позната.  Незабавната реакция на режима върху Отпор! се усеща дори преди първите нейни официални демонстрации. През ноември 1998, студентите Теодора Табачки, Марина Глишич, Драгана Милинкович, и Никола Васильевич са арестувани за правене на графити изобразяващи свит юмрук върху фасада на сграда. Тяхната присъда е десет дневен затвор.
Организацията бързо става известна като настроена анти-режим и някои печатни медии (най-четения всекидневник Dnevni telegraf) започва да публикува вдигнатия юмрук незачитайки новия медиен закон. Първата голяма значина сбирка на Отпор! става на 14 ноември, събота в Белградския университет, Факултета по електроинженерство – над хиляда студенти преминават през града до Филологическия факултет, където неколцина студенти са затворени в сградата, тъй като властите се опитват да предотвратят протеста. Лидерът на Отпор Сърджа Попович (също и член на Демократическата Партия) бива арестуван през същия ден, но освободен същия ден след намесата на Амнести Интернешънъл след осемчасово задържане. В края на ноември, идеите на Отпор! достигат Нови Сад, втория по-големина град в Сърбия, с появата на първите графити по фасадите на сградите там.
По време на бомбардировките на НАТО над СР Югославия през 1999 вследствие на Косовската криза, Отпор! спира своята дейност. След прекратяване на въздушните удари, организацията започва политическа кампания директно насочена срещу Слободан Милошевич. Това поражда полицейски произвол срещу активисти на Отпор!, и над 2000 души биват арестувани или бити.

### От организация към движение
Не партизанска, но открито анти-режим настроена организация в рехаво състояние и динамична структура, Отпор! Успява да събере заедно политическата опозиция и да мобилизира сръбското население срещу Милошевич. Отпор! Подчертава значението на активизирането на гражданския избирателен вот, но също така насарчава „индивидуалната съпротива“ (т.е. Ненасилствени методи на гражданско неподчинение за да противодейства на евентуални изборни измами). Тази стратегия бива бавно възприета от опозиционните партии в идните месеци.
Стратегията се базира на две презумпции:
- Опозицията трябва да се обедини около един кандидат за президент, за да има повече възможност срещу Милошевич; и:
- Милошевич никога няма да приеме загуба. (ще фалшифицира бюлетини и ще използва сила за да си осигури властта).[9]

В края на 1999 и началото на 2000, сръбските опозиционни партии, най-вече Демократичекста партия и Сръбското движение за промяна (SPO), осъзнават потенциала на методите на Отпор! и нейните послания към младежта. Така започва битката за контрол върху Отпор! между ДС и СПО, като се има в предвид, че и двете партии имат множество членове вътре в Отпор!. Тази тенденция запазва своя мащаб и ДС и СПО (както и други партии) инструктират своите представители в цяла Сърбия, да набират повече млади кадри свързани с Отпор! и обратното. В резултат на това, Отпор! започва да наброява няколко десетки хиляди.
Единното съобщение на Отпор! И многобройното членство се оказват много по атрактивни за младите активисти от силно разединените опозиционни партии по това време.  Въпреки че имат общи цели с Отпор!, разединената опозиция все още не са готови да сътрудничат по-между си. Най-голямото предизвикателство за Отпор! е обединяването на опозицията в навечерието на изборите през 2000 година. Вместо да използва стари методи като „всички сядат на масата и…докато не се разберат за обща стратегия“, първоначалното ядро от основатели на групата Отпор! Предлагат първо да се намери общата цел, към която всички се стремят: свалянето на Милошевич.
Отпор! успява да намали значително страха, фатализма и пасивността, които спомагат на диктаторския режим, като например превръщайки пасивността в акция правейки по лесно – по готино – превръщането на обикновения човек в революционер. Движението се брандира с популярни слогани и графики. Вместо дълги речи, Отпор! разчита на хумора и уличния театър, който осмива режима.
По време на президентската кампания през септември 2000, Отпор! стартира кампаниите „Gotov je“ (Свършен е!) и „Vreme Je!“ (Време е!), които предизвикват национален отзвук срещу Милошевич и в крайна сметка довеждайки до загубата му. Някои от студентите предводители на Отпор! Използват преводи от трудовете на Джийн Шарп ненасилствена борба като теоретична база на своята кампания
Отпор! става един от символите на анти-Милошевич борбата и неговото падане от власт. Съсредоточавайки своите действия сред младежта и други апатични групи Отпор допринася за един от най-големите обрати и на 24 септември 2000 федералните президентски избори бележат активност от 72% или 4,77 милиона души..
Убеждавайки голяма част от електората да се откаже от Милошевич е една от другите области, където Отпор! Играе ключова роля. Милошевич в миналото е успявал да убеди обществото, че неговите политически опоненти са предатели, работещи за чужди интереси, но в случая с Отпор!, тактиката му на действие има обратен ефект, особено след побоят и ареста на множество младежи през лятото на 2000, което само потвърждава убежденията на мнозина избиратели, настроени срещу режима.

## Стратегия и тактики

### Принципи на движението
Отпор функционира на базата на три принципа: единност, планиране, и ненасилствена дисциплина.
За да постигне успех, използва следните десет стратегии:
1. Офанзивен подход
2. Разбиране на концепцията „силата е в бройката“[17]
3. Развиване на по-добра комуникационна стратегия
4. Създаване на усещане за успешно движение[18]
5. Инвестиране в уменията и знанията на активистите [19]

1. Външна подкрепа[20]
2. Вътрешна сигурност[21]
3. Съпротива срещу потисничеството[20][22]
  1. С помощта на децентрализирано ръководство, обучение, използвайки хумор, за да поддържат морала, и подкрепяйки своите членове, които са арестувани.
4. Използвайки изборите, за предизвикване на промяна [23]
5. Правейки възможно, мирното предаване на властта[24]

### Тактики[21]

#### Протест и убеждения
- Улични действия и сцени, целящи осмиването на Милошевич.
- Широко брандиране чрез лепене на постери и стикери в широк кръг райони
- Митинги, шествия, демонстрации.
- Избирателни политики – кампании и изграждане на коалиции
- Концерти и културни събития
- Разпространение на анти-Милошевич материали.
- Стратегическо ползване на интернет, факс, е-поща за обмяна на информация
- Тайна и открита комуникация с известни обществени личности, привличайки ги за съмишленици
- Публични изявления, съобщения в пресата, петиции и речи
- Разпространение на ръководства за обучение, чести семинари за активисти

#### Без сътрудничество
- Бойкоти и стачки на студенти, актьори, художници и бизнесмени
- Общи стачки
- Измяна на силите за сигурност и работещи масмедиите
- Организации съществуващи извън избирателната система
- Изборни наблюдатели

#### Ненасилствена намеса
- Блокади на магистрали с цел да се дестабилизира икономиката, показвайки на режима че властта е на народа.
- Окупиране на ключови обществени сгради, чрез ненасилствени методи.
- Булдозери, които махат полицейски заграждения.

### Примери за отличителна кампания
Хуморът е в основата на анти-режим кампанията на Отпор!s; иронията се използва, за да провокира режима и да мотивира сърбите, да се присъединят към движението. Следващите кампании носят отличителните белези на Отпор! през 1998 – 2000
Динари за промяната: Активист на Отпор! Нарисува лицето на Милошевич, върху варел пред Белградския Народен Театър, искащ от преминаващите да заплатят един динар, за да ударят портрета. Активиста се отдалечава, като наблюдава как все по-многолюдната тълпа се събира, за да удря варела. Накрая полицията конфискува варела.
Честит рожден ден, Милошевич: активист от Ниш създава това събитие, за да „отпразнува“ денят на Милошевич с торта, картичка, подаръци и пожелания. Повече от 2000 граждани имат възможността да се подпишат на картичката, и да оставят подаръци, като например белезници, еднопосочен билет за Хага, затворническа униформа и т.н.
Поздрав с юмрук: Постер кампания, изобразяваща много добре-познати сърби, вдигащи юмрук, като опозиция на режима. Над 50, 000 копия са раздадени. Кампанията приключва на Нова Година с изобразен Дядо Мраз на постера.
Съпротивлявам се, защото обичам Сърбия: най-използваната постер кампания с над 150 000 бройки.
Това е годината!: 3000 се събират в центъра на Белград, на новогодишно парти през Януаи 2000. След нощ на празнуване, Отпор! прекъсва празненствто със снимки изобразяващи ужасни събития от миналото, казвайки на сърбите, че няма за какво да празнуват. На хората е казано да се разотидат мирно вкъщи и да помислят, как могат да променят ситуацията.
Разпространява се!: През пролетта на 2000, Отпор предприема усилия за популялизиране на движението в селските райони и сред ниско и необразованите хора.
Време е!: Часовник показващ 23:25 и лозунг „Време е!“ убеждаващ аудиторията, да действа бързо.
Свършен е!: Най-разпознаваемата кампания на Отпор. Преди изборите, доброволци, залепят над 1 500 000 стикера, „Свършен е“ (Gotov je!) върху плакатите на Милошевич във всички големи градове
Печатай и използвай!: Кампания използвана срещу Милошевич най-накрая. Кампания напомняща, че гражданите трябва окончателно да свалят Милошевич от власт на парламентарните избори скоро.

### Юмрукът като символ
Като символ на Отпор! Е използван юмрук, по модел на ръката на Саруман, герой от книгата Властелинът на пръстените от Дж. Р. Р. Толкин

## След Милошевич
В следващите няколко месеца след смяната на властта, Отпор! стават известни, като герои в цяла СР Югославия, както и в очите на Западните правителства. Логото със свития юмрук става символ на одобрение в Сърбия, появявайки се на практика, навсякъде. Широк кръг от хора, като местни знаменитости и публични личности търсят позитивно внимание, носейки тениски на Отпор!, също така и баскетболният клуб Партизан, които рисуват логото на Отпор! В центъра на своето игрище, по време на игрите си на ФИБА Суперлига. Тази огромна популярност, дори кара хора, преди близки до режима, да се пренасочат към ДОС.
Поп-културния елемент на действията на Отпор! става още по ясно изразен през този период. На 16 ноември, няма и месец след промените, Отпор! получава наградата „Освободи ума си“ на музикалните награди на MTV Европа 2000. Активистите Миля Йованович и Бранко Илич пристигат на крака в Стокхолм, за да получат наградата, връчена им лично от Жан Рено. Няколко дни по-късно, външния министър на СР Югославия Горан Свиланович дава прием за делегацията на Отпор! състояща се от Миля Йованович, Иван Андрич, и Ненад Константинович с цел да ги поздрави, заради получената награда. В началото на декември, известният сръбски текстописец и певец Джордже Балашевич прави концерт в Белградския народен театър специално във възхвала на Отпор! и членовете и, предавана пряко по националната РТС2. Движението дори организира свой собствен промо-концерт организирайки заедно с Лайбах гигове в Белград.
В разгара на целия шум, около движението, то заявява, че ще се запази. Първоначално Отпор! Се опитва да играе ролята на „куче пазач“ след революцията стартирайки кампании, които да държат отговорно новото правителство, да извърши реформи и да се бори с корупцията. Седмица след революцията, те стартират кампанията „Samo vas gledamo“ (Наблюдаваме ви!) насочена към новата власт. Успоредно с това през ноември 2000, с настъпващите Декември 2000 парламентарни избори, стартират и кампаниите „Overi“ (Провери) and „Upotrebi ga“ (Използвай го). Въпреки че някои хора оспорват тази идея – raison d'être, основната идея е да се окуражи електората, да затвърди резултатите от революцията на 5 октомври, като гласува срещу партиите, които са били част от режима – Социалистическата партия на Сърбия (СПС) и Сръбската радикална партия (СРС) – на настъпващите избори за народно събрание.
През 2001 г. корупционният мониторинг става основен фокус на няколко нови антикорупционни кампании като Bez anestezije, но става ясно че „Отпор!“ изпитва проблеми да се задържи на обществената сцена в Сърбия и СР Югославия.
„Отпор“ може да се похвали с огромен ливъридж в месеците след падането на Милошевич, но не успява да се фокусира върху парламентарната, политическа и социална структура на прехода към демокрация и неговите реални измерения в Сърбия. Изключително разнородно движение от леви и десни, либерали и консерватори, монархисти и републиканци, националисти и космополитани, всиките те са заедно споени в Отпор! След промените. Тогава е все още неясно, дали движението ще продължи да бъде „пазач“ или ще се разпадне след триумфа си през 2000. Три години по-късно, когато то все пак се трансформира в партия, получава едва два процента от националния вот. 

### Трансформация в политическа партия
След трансформацията на Отпор! в политическа партия, доста моменти остават нереализирани пълноценно  а самото основаване на партията става на 19 ноември 2003, дни след като парламентарните избори са насрочени на 23 декември. Опитвайки се да запазят подкрепата и принципите си от активните си дни, партията няма свой лидер. Въпреки това, зад сцената тя е ръководена най-вече от братовчедите Слободан Хомен и Ненад Константинович, и двамата членуващи в Отпор! от първия и ден, но често оставащи в сянка. Попитан за партийните финанси през ноември 2003, Константинович, заявява че партията се издържа от дарения от местни сръбски компании.
Отпор! започва изборната си кампания на, 29 ноември 2003 като обявява своята листа от 250 кандидата. Въпреки че няма официален лидер, за разлика от другите формации, първото име в листата е на белградския професор по Политически науки и анти-корупционен деятел Чедомир Чупич. Също така в листата на движението са множество експерти и професионалисти в различни области на обществения живота, като например бившия заместник-председател на върховния съд, and former Зоран Ивешич.
Листата на Отпор реализира само 62 116 гласа (1,6% общо), което я оставя зад бариерата от 5% и представителство в парламента.

### Край
В началото на септември 2004, на фона на вътрешни борби, Отпор решава да се слее с Демократичексата партия предвождана от Борис Тадич.
Въпреки че официалното становище на Отпор е че мотивацията за правене на различен тип политика е спряла и непрекъснататото фрагментиране на политическата сцена е довело довело до объркване на гласоподавателите и засилването на Сръбската радикална партия (СРС), вътрешните междуособици и обвинения в движението не спират. 
Реакцията в Сърбия, за разпадането на Отпор, варира на базата на политическите пристрастия. Някои виждат причина в маргинализирането, други приемат че края на Отпор е причинен от връзките на движението с чужди организации, които не спират своята финансова помощ за Отпор, до самия и край и което сериозно вреди на репутацията на движението като независимо.

## Наследство
Във връзка с успешното сваляне от власт на Милошевич, Отпор става основен модел на редица подобни движения в Източна Европа. MTV granted Otpor the Free Your Mind award in 2000. Съществуват и няколко документални филма, спечелили филмови награди като „Направа на революция“ на Ерик ван ден Борек и Катарина Рейгер и „Да свалиш диктатор“ на Стив Йорк, видян от повече от 23 милиона души.
Членовете на Отпор, помагат и вдъхновяват още редица организации в Източна Европа като например Кмара в Република Грузия (пряко отговорна за свалянето на Едуард Шеварднадзе), Пора! (черен) в Украйна (част от Оранжевата революция), Жубър в Беларус (опозиция на Александър Лукашенко), MJAFT! в Албания, Oborona в Русия (опозиция на Владимир Путин), KelKel в Киргистан (отговорни за свалянето на президента Аскар Акаев), Болга в Узбекистан (опозиция на Ислам Каримов) and Nabad-al-Horriye в Ливан. Група студенти са представени и във Венецуела, срещу Уго Чавес. През 2008, на 6 април, младежка организация формирана в Египет, група участваща в 2011 Египетските протести, съветвана от Отпор.